# ラジオNIKKEI賞
ラジオNIKKEI賞（ラジオニッケイしょう）は、日本中央競馬会（JRA）が福島競馬場で施行する中央競馬の重賞競走（GIII）である。
競走名の「ラジオNIKKEI」は、寄贈賞を提供している日経ラジオ社の愛称で東京都港区虎ノ門に本社を置く短波放送局である。開局から2年後の1956年（昭和31年）より中央競馬中継（『中央競馬実況中継』）を実施している。
正賞はラジオNIKKEI賞。

## 概要
1952年に皐月賞の前哨戦として4歳（現3歳）馬による重賞競走「中山4歳ステークス」の名称で創設、第1回は中山競馬場の芝1800mで施行された。1954年からは、春のクラシックシーズン終了後の6月下旬～7月上旬に施行されるようになった。
競走名は1959年と1960年が「日本短波賞中山4歳ステークス」、1961年から1978年まで「日本短波賞」、1979年から2005年まで「ラジオたんぱ賞」と数度の変遷を経ている。
出走資格は1955年から1967年まで「除東京優駿競走の勝馬」と記され、東京優駿（日本ダービー）の優勝馬は出走できなかった。そのため敗者復活戦的な性格を帯び、規定が廃されてからも「残念ダービー」の俗称が残った。また外国産馬も1972年 - 1983年、1992年 - 2000年、および2005年以降は混合競走として出走資格が与えられているが、左記以外の期間は外国産馬が出走できなかった。1997年からは特別指定交流競走に指定され、地方競馬所属馬が出走可能となったほか、2009年からは国際競走となり、外国馬も出走可能になった。
負担重量は定量（牡55kg・牝53kg）だった1953年（第2回）を除き2005年（第54回）まで別定で行われていたが、2006年（第55回）以降はハンデキャップとなった。中央競馬の世代限定戦では唯一馬齢戦で行われないレースである。

### 競走条件
以下の内容は、2024年現在のもの。
出走資格: サラ系3歳
- JRA所属馬
- 地方競馬所属馬（認定馬のみ、2頭まで）
- 外国調教馬（優先出走）

負担重量：ハンデキャップ

### 賞金
2024年の1着賞金は4000万円で、以下2着1600万円、3着1000万円、4着600万円、5着400万円。

## 歴史
- 1952年 - 4歳馬による重賞競走「中山4歳ステークス」を創設、中山競馬場の芝1800mで施行[4]。
- 1953年 - この年のみ負担重量を牡55kg・牝53kgで施行。
- 1954年 - 施行距離を芝2000mに変更。
- 1955年
  - 出走資格に「除東京優駿競走の勝馬」の条項が追加される[7]。
  - 施行距離を芝1800mに戻す。
- 1959年 - 名称を「日本短波賞 中山4歳ステークス」に変更[4]。
- 1961年 - 名称を「日本短波賞」に変更[4]。
- 1968年 - 出走資格から「除東京優駿競走の勝馬」の条項が削除される[7]。
- 1979年
  - 名称を「ラジオたんぱ賞」に変更[4]。
  - 施行場を福島競馬場の芝1800mに変更。
- 1984年 - グレード制施行によりGIII[注 1]に格付け。
- 1997年 - 特別指定交流競走に指定され、地方所属馬は2頭まで出走可能となる[7]。
- 2001年
  - 馬齢表示の国際基準への変更に伴い、出走条件を「3歳」に変更。
- 2006年
  - 名称を「ラジオNIKKEI賞」に変更[10]。
  - 負担重量をハンデキャップに変更。
- 2007年 - 日本のパートI国昇格に伴い、格付表記をJpnIIIに変更。
- 2009年
  - 国際競走に変更され、外国調教馬は8頭まで出走可能となる[8]。
  - 格付表記をGIII（国際格付）に変更。
- 2010年 - サマージョッキーズシリーズの対象競走に指定。
- 2011年 -  東日本大震災の影響による福島競馬の開催中止に伴い、中山競馬場の芝1800m（Cコース使用）で施行。出走可能頭数（フルゲート）も14頭に変更[11]。
- 2014年 - サマージョッキーズシリーズの対象競走から除外。
- 2020年 - 新型コロナウイルスの感染拡大防止のため、「無観客競馬」として実施[12]。
- 2021年 - 福島県沖地震の影響による福島競馬場の来場者エリアの復旧に時間を要するため、「無観客競馬」として実施[13]。
- 2024年 - 「JRA70周年記念競走」の副称をつけて施行[14]。

### 歴代優勝馬
優勝馬の馬齢は、2000年以前も現行表記に揃えている。
コース種別を記載していない距離は、芝コースを表す。
競走名は第1回から第9回が「中山4歳ステークス」、第10回から第27回は「日本短波賞」、第28回から第54回は「ラジオたんぱ賞」、第55回以降は「ラジオNIKKEI賞」。
| 回数   | 施行日        | 競馬場 | 距離  | 優勝馬             | 性齢 | 斤量 | タイム   | 優勝騎手   | 管理調教師 | 馬主                     |
| ------ | ------------- | ------ | ----- | ------------------ | ---- | ---- | -------- | ---------- | ---------- | ------------------------ |
| 第1回  | 1952年4月6日  | 中山   | 1800m | アサトモ           | 牡3  | 57   | 1:53 0/5 | 野平祐二   | 望月与一郎 | 手塚栄一                 |
| 第2回  | 1953年4月12日 | 中山   | 1800m | チエリオ           | 牝3  | 53   | 1:57 2/5 | 阿部正太郎 | 田中和一郎 | 吉川英治                 |
| 第3回  | 1954年6月20日 | 中山   | 2000m | ゴールデンウエーブ | 牡3  | 59   | 2:09 4/5 | 蛯名武五郎 | 藤本冨良   | 川俣欣也                 |
| 第4回  | 1955年7月3日  | 中山   | 1800m | ヒデホマレ         | 牡3  | 58   | 1:51 1/5 | 柄崎義信   | 西塚十勝   | 宍戸ミワ                 |
| 第5回  | 1956年6月24日 | 東京   | 1800m | フエアマンナ       | 牝3  | 57   | 1:52 4/5 | 佐藤嘉秋   | 大久保房松 | 小林庄平                 |
| 第6回  | 1957年6月23日 | 中山   | 1800m | オンワードゼア     | 牡3  | 55   | 1:55 1/5 | 二本柳俊夫 | 大久保房松 | 樫山純三                 |
| 第7回  | 1958年6月15日 | 中山   | 1800m | カツトシ           | 牡3  | 56   | 1:50 3/5 | 野平祐二   | 松山吉三郎 | 佐藤順吉                 |
| 第8回  | 1959年6月21日 | 中山   | 1800m | シゲミノル         | 牡3  | 55   | 1:50 2/5 | 坂本栄三郎 | 中村広     | 鈴木晴                   |
| 第9回  | 1960年6月19日 | 中山   | 1800m | ビツグヨルカ       | 牡3  | 55   | 1:50.0   | 保田隆芳   | 尾形藤吉   | 小野晃                   |
| 第10回 | 1961年6月25日 | 中山   | 1800m | アズマテンラン     | 牡3  | 55   | 1:51.6   | 高橋英夫   | 二本柳俊夫 | 堀平四郎                 |
| 第11回 | 1962年7月1日  | 中山   | 1800m | スズホープ         | 牡3  | 54   | 1:51.0   | 八木沢勝美 | 森末之助   | 鈴江繁一                 |
| 第12回 | 1963年6月16日 | 中山   | 1800m | カネノヒカル       | 牡3  | 56   | 1:51.6   | 加賀武見   | 阿部正太郎 | 金指吉昭                 |
| 第13回 | 1964年6月21日 | 東京   | 1800m | フラワーウツド     | 牝3  | 53   | 1:49.0   | 保田隆芳   | 尾形藤吉   | 永田雅一                 |
| 第14回 | 1965年6月20日 | 中山   | 1800m | ベロナ             | 牝3  | 55   | 1:51.5   | 野平好男   | 田中和夫   | 田中はな                 |
| 第15回 | 1966年6月19日 | 東京   | 1800m | ヒロイサミ         | 牡3  | 54   | 1:52.0   | 郷原洋行   | 野平省三   | 勝川平太郎               |
| 第16回 | 1967年6月18日 | 中山   | 1800m | ムネヒサ           | 牡3  | 55   | 1:52.0   | 藤本勝彦   | 藤本冨良   | 伊東二郎                 |
| 第17回 | 1968年4月7日  | 中山   | 1800m | アサカオー         | 牡3  | 55   | 1:52.6   | 加賀武見   | 中村広     | 浅香源二                 |
| 第18回 | 1969年6月22日 | 中山   | 1800m | ハクエイホウ       | 牡3  | 54   | 1:52.2   | 保田隆芳   | 尾形藤吉   | 西博                     |
| 第19回 | 1970年6月14日 | 中山   | 1800m | ヒガシライト       | 牡3  | 54   | 1:51.0   | 伊藤正徳   | 尾形藤吉   | 坂本清五郎               |
| 第20回 | 1971年7月4日  | 東京   | 1800m | ミネラルシンボリ   | 牡3  | 54   | 1:51.8   | 野平祐二   | 野平省三   | 和田共弘                 |
| 第21回 | 1972年7月30日 | 東京   | 1800m | スガノホマレ       | 牡3  | 55   | 1:48.4   | 野平祐二   | 秋山史郎   | 菅原光太郎               |
| 第22回 | 1973年6月24日 | 中山   | 1800m | イチフジイサミ     | 牡3  | 56   | 1:50.8   | 郷原洋行   | 松永光雄   | 保坂勇                   |
| 第23回 | 1974年6月23日 | 中山   | 1800m | スルガスンプジョウ | 牡3  | 55   | 1:50.0   | 蛯沢誠治   | 成宮明光   | 望月茂                   |
| 第24回 | 1975年6月22日 | 中山   | 1800m | ハクチカツ         | 牡3  | 54   | 1:50.2   | 小島太     | 稲葉幸夫   | 柏誠四郎                 |
| 第25回 | 1976年6月27日 | 中山   | 1800m | トリデジョウ       | 牡3  | 55   | 1:50.5   | 増沢末夫   | 山岡寿恵次 | ホースマンクラブ         |
| 第26回 | 1977年6月26日 | 中山   | 1800m | マルゼンスキー     | 牡3  | 58   | 1:51.4   | 中野渡清一 | 本郷重彦   | 橋本善吉                 |
| 第27回 | 1978年6月25日 | 中山   | 1800m | キタノコンゴウ     | 牡3  | 55   | 1:49.2   | 菅原泰夫   | 本郷一彦   | 高山幸雄                 |
| 第28回 | 1979年6月24日 | 福島   | 1800m | ホクセーミドリ     | 牝3  | 53   | 1:47.9   | 小島太     | 高木嘉夫   | 村田光雄                 |
| 第29回 | 1980年6月22日 | 福島   | 1800m | ハワイアンイメージ | 牡3  | 58   | 1:50.7   | 増沢末夫   | 鈴木勝太郎 | （株）大関               |
| 第30回 | 1981年6月21日 | 福島   | 1800m | エイティトウショウ | 牝3  | 54   | 1:51.6   | 田村正光   | 奥平真治   | トウショウ産業（株）     |
| 第31回 | 1982年6月27日 | 福島   | 1800m | アキビンゴ         | 牡3  | 56   | 1:52.5   | 田村正光   | 大久保良雄 | （株）じんべい産業       |
| 第32回 | 1983年6月26日 | 福島   | 1800m | ウメノシンオー     | 牡3  | 55   | 1:49.2   | 増沢末夫   | 古賀一隆   | 梅崎敏則                 |
| 第33回 | 1984年6月24日 | 福島   | 1800m | スズパレード       | 牡3  | 55   | 1:49.2   | 田村正光   | 富田六郎   | 小紫芳夫                 |
| 第34回 | 1985年6月23日 | 福島   | 1800m | ダービーリッチ     | 牝3  | 53   | 1:50.8   | 蛯沢誠治   | 諏訪富三   | 東京軽種馬（株）         |
| 第35回 | 1986年6月22日 | 福島   | 1800m | ダイナコスモス     | 牡3  | 58   | 1:47.8   | 岡部幸雄   | 沢峰次     | （有）社台レースホース   |
| 第36回 | 1987年7月5日  | 福島   | 1800m | レオテンザン       | 牡3  | 54   | 1:48.8   | 田村正光   | 吉野勇     | 田中竜雨                 |
| 第37回 | 1988年7月3日  | 福島   | 1800m | タカラフラッシュ   | 牡3  | 54   | 1:49.8   | 佐藤吉勝   | 坂本栄三郎 | 村山義男                 |
| 第38回 | 1989年7月2日  | 新潟   | 1800m | ダイワゲーリック   | 牡3  | 54   | 1:48.2   | 増沢末夫   | 尾形盛次   | 大和商事（株）           |
| 第39回 | 1990年7月1日  | 福島   | 1800m | ツルマイアスワン   | 牡3  | 54   | 1:47.8   | 大崎昭一   | 柴田寛     | 平岩詔次                 |
| 第40回 | 1991年6月30日 | 福島   | 1800m | ツインターボ       | 牡3  | 54   | 1:48.5   | 大崎昭一   | 笹倉武久   | 黒岩晴男                 |
| 第41回 | 1992年7月5日  | 福島   | 1800m | シンコウラブリイ   | 牝3  | 55   | 1:48.6   | 坂本勝美   | 藤沢和雄   | 安田修                   |
| 第42回 | 1993年7月4日  | 福島   | 1800m | エーピーグランプリ | 牡3  | 55   | 1:48.1   | 江田照男   | 武田博     | （株）デルマークラブ     |
| 第43回 | 1994年7月3日  | 福島   | 1800m | ヤシマソブリン     | 牡3  | 54   | 1:49.1   | 坂井千明   | 松山康久   | 毛利喜昭                 |
| 第44回 | 1995年7月2日  | 福島   | 1800m | プレストシンボリ   | 牡3  | 56   | 1:48.9   | 岡部幸雄   | 藤沢和雄   | シンボリ牧場             |
| 第45回 | 1996年6月30日 | 中山   | 1800m | ビッグバイアモン   | 牡3  | 54   | 1:46.0   | 蛯名正義   | 中尾正     | （有）ビッグ             |
| 第46回 | 1997年6月29日 | 福島   | 1800m | エアガッツ         | 牡3  | 55   | 1:50.3   | 柴田大知   | 栗田博憲   | （株）ラッキーフィールド |
| 第47回 | 1998年7月5日  | 福島   | 1800m | ビワタケヒデ       | 牡3  | 54   | 1:45.6   | 藤田伸二   | 松田博資   | （有）ビワ               |
| 第48回 | 1999年7月4日  | 福島   | 1800m | シルクガーディアン | 牡3  | 54   | 1:50.1   | 柴田善臣   | 矢野進     | （有）シルク             |
| 第49回 | 2000年7月2日  | 東京   | 1800m | ルネッサンス       | 牡3  | 55   | 1:49.4   | 大西直宏   | 高橋裕     | 中澤幸幹                 |
| 第50回 | 2001年7月1日  | 福島   | 1800m | トラストファイヤー | 牡3  | 55   | 1:49.4   | 田中勝春   | 河野通文   | 菅波滿                   |
| 第51回 | 2002年6月30日 | 福島   | 1800m | カッツミー         | 牡3  | 54   | 1:48.3   | 内田利雄   | 南田美知雄 | 安部重夫                 |
| 第52回 | 2003年7月6日  | 福島   | 1800m | ヴィータローザ     | 牡3  | 55   | 1:48.4   | 蛯名正義   | 橋口弘次郎 | （有）サンデーレーシング |
| 第53回 | 2004年7月4日  | 福島   | 1800m | ケイアイガード     | 牡3  | 56   | 1:47.1   | 松永幹夫   | 古川平     | 亀田守弘                 |
| 第54回 | 2005年7月3日  | 福島   | 1800m | コンラッド         | 牡3  | 55   | 1:47.2   | 横山典弘   | 手塚貴久   | （有）サンデーレーシング |
| 第55回 | 2006年7月2日  | 福島   | 1800m | タマモサポート     | 牡3  | 54   | 1:50.5   | 津村明秀   | 藤岡健一   | タマモ（株）             |
| 第56回 | 2007年7月1日  | 福島   | 1800m | ロックドゥカンブ   | 牡3  | 52   | 1:47.7   | 柴山雄一   | 堀宣行     | 吉田和美                 |
| 第57回 | 2008年7月6日  | 福島   | 1800m | レオマイスター     | 牡3  | 53   | 1:46.8   | 内田博幸   | 古賀慎明   | （株）レオ               |
| 第58回 | 2009年7月5日  | 福島   | 1800m | ストロングガルーダ | 牡3  | 56   | 1:48.3   | 蛯名正義   | 久保田貴士 | 村木篤                   |
| 第59回 | 2010年7月4日  | 福島   | 1800m | アロマカフェ       | 牡3  | 55   | 1:47.3   | 柴田善臣   | 小島太     | 西川光一                 |
| 第60回 | 2011年7月3日  | 中山   | 1800m | フレールジャック   | 牡3  | 54   | 1:46.9   | 福永祐一   | 友道康夫   | （有）キャロットファーム |
| 第61回 | 2012年7月1日  | 福島   | 1800m | ファイナルフォーム | 牡3  | 54   | 1:47.9   | 戸崎圭太   | 堀宣行     | （有）社台レースホース   |
| 第62回 | 2013年6月30日 | 福島   | 1800m | ケイアイチョウサン | 牡3  | 54   | 1:47.9   | 横山典弘   | 小笠倫弘   | （株）チョウサン         |
| 第63回 | 2014年7月6日  | 福島   | 1800m | ウインマーレライ   | 牡3  | 54   | 1:45.9   | 松岡正海   | 高木登     | （株）ウイン             |
| 第64回 | 2015年7月5日  | 福島   | 1800m | アンビシャス       | 牡3  | 56.5 | 1:46.4   | C.ルメール | 音無秀孝   | 近藤英子                 |
| 第65回 | 2016年7月3日  | 福島   | 1800m | ゼーヴィント       | 牡3  | 54   | 1:47.0   | 戸崎圭太   | 木村哲也   | （有）シルクレーシング   |
| 第66回 | 2017年7月2日  | 福島   | 1800m | セダブリランテス   | 牡3  | 54   | 1:46.6   | 石川裕紀人 | 手塚貴久   | （有）シルクレーシング   |
| 第67回 | 2018年7月1日  | 福島   | 1800m | メイショウテッコン | 牡3  | 56   | 1:46.1   | 松山弘平   | 高橋義忠   | 松本好雄                 |
| 第68回 | 2019年6月30日 | 福島   | 1800m | ブレイキングドーン | 牡3  | 53   | 1:49.8   | 田辺裕信   | 中竹和也   | 前田幸貴                 |
| 第69回 | 2020年7月5日  | 福島   | 1800m | バビット           | 牡3  | 53   | 1:47.3   | 内田博幸   | 浜田多実雄 | 宮田直也                 |
| 第70回 | 2021年7月4日  | 福島   | 1800m | ヴァイスメテオール | 牡3  | 54   | 1:48.0   | 丸山元気   | 木村哲也   | （有）シルクレーシング   |
| 第71回 | 2022年7月3日  | 福島   | 1800m | フェーングロッテン | 牡3  | 55   | 1:46.7   | 松若風馬   | 宮本博     | （有）サンデーレーシング |
| 第72回 | 2023年7月2日  | 福島   | 1800m | エルトンバローズ   | 牡3  | 55   | 1:46.9   | 西村淳也   | 杉山晴紀   | 猪熊広次                 |
| 第73回 | 2024年6月30日 | 福島   | 1800m | オフトレイル       | 牡3  | 56   | 1:45.3   | 田辺裕信   | 吉村圭司   | ゴドルフィン             |
| 第74回 | 2025年6月29日 | 福島   | 1800m | エキサイトバイオ   | 牡3  | 53   | 1:46.9   | 荻野極     | 今野貞一   | バイオ（株）             |